# Пукекохе
Пукекохе (англ. Pukekohe) — город в новозеландском регионе Окленд, в округе Франклин, расположенный примерно в 50 км к югу от города Окленд. В 2005 году в городе проживало около 21 500 человек.

## Название
С языка маори название города переводится как «холм кохекохе» (кохекохе это местное название дерева Dysoxylum spectabile).

## География
Пукекохе находится на новозеландском острове Северный, между южным побережьем бухты Манукау и устьем реки Уаикато. Поблизости расположены холмы Пукекохе и Бомбей-Хиллс. Город находится в 88 км к северо-западу от Гамильтона и в 8 км к северо-западу от Туакау.

## История
Коренными жителями района, в котором находится Пукекохе, является новозеландский народ маори. В 1863 году, в годы Новозеландских земельных войн, вблизи поселения произошло крупное сражение между маори и европейскими колонистами, в результате которого было полностью разбито маорийское войско. Европейское поселение в районе появилось около 1865 года. Тем не менее, Пукекохе более менее оформился как город только в 1880 году, который считается годом основания поселения. В течение длительного времени Пукекохе находился под контролем Управления шоссейных дорог Пукекохе, образованном в октябре 1861 года, и развивался как сельскохозяйственный центр по выращиванию овощей, которые затем доставлялись в Окленд. Железная дорога в районе, которая связала его с Оклендом, появилась в 1875 году. 10 июня 1905 года Пукекохе получил статус городского округа (англ. town district), а 1 апреля 1912 года стал боро. После проведения реформы местного самоуправления в Новой Зеландии в октябре 1989 года произошло слияние графства Франклин с боро Пукекохе, Уаиуку и Туакау и образован округ Франклин, центром которого стал город Пукекохе.
В настоящее время город является центром одного из сельскохозяйственных регионов Новой Зеландии, в котором выращивается треть всех новозеландских овощей. Основными сельскохозяйственными культурами являются картофель и репчатый лук. Кроме того, важную роль в экономике города занимает молочное животноводство и разведение овец. Из промышленности развита преимущественно пищевая отрасль: производство сливочного масла, сухого молока. Также имеются заводы по производству цемента, деревообработке, ремонту сельскохозяйственной техники.

## Население
По оценке 2009 года, в Пукекохе проживает около 25 тысяч человек, в основном европейского происхождения со значительной долей представителей маори и индийских и восточноазиатских диаспор. Является одним из самых быстрорастущих городов Новой Зеландии.

## Известные уроженцы, жители
- Робсон, Джон Майкл — новозеландский журналист, редактор, медиаменеджер.